# Avenue Van-Dyck
L’avenue Van-Dyck est une voie du 8e arrondissement de Paris. 

## Situation et accès
Elle commence place du Général-Brocard, à l'intersection de la rue de Courcelles, de la rue Alfred-de-Vigny et de l'avenue Hoche et se termine au parc Monceau.
Ce site est desservi par la station de métro Courcelles, où circulent les trains de la ligne 2.

## Origine du nom

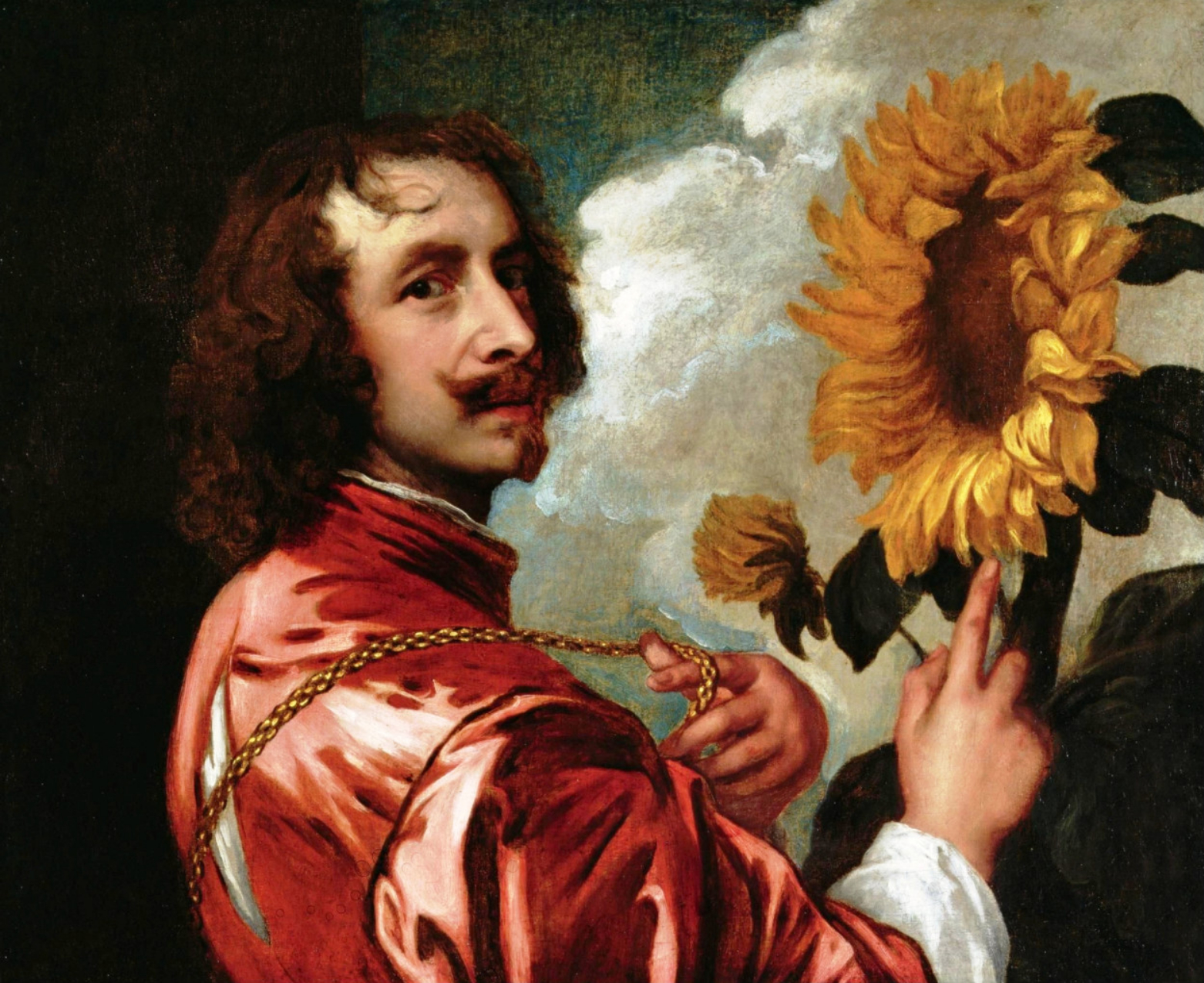
Autoportrait au tournesol, Antoine van Dick.

Elle tire son nom en souvenir du célèbre peintre flamand Antoine Van Dyck (1599-1641).

## Historique
L'avenue Van-Dyck a été ouverte en 1861 et a reçu sa dénomination actuelle par un décret du 11 septembre 1869.
En octobre 1896, à l'occasion de leur visite en France, le tsar russe Nicolas II et son épouse Alexandra se rendent à l'église de la rue Daru. Située sur le trajet (le carrosse passe par le parc Monceau), l'avenue Van-Dyck est décrite comme « noire de monde », alors que certains parmi la foule grimpent aux grilles du parc pour apercevoir le couple impérial.
En juin 1966, un homme d’affaires et dirigeant d’un club de football, Gilbert Zenatti, échappe à un attentat à la grenade alors qu’il prend le volant de sa voiture garée dans l’avenue. 

## Bâtiments remarquables et lieux de mémoire
- No 4 : hôtel acquis en 1902 par la duchesse d'Uzès pour y loger une partie de sa nombreuse famille (voir le 78, rue de Courcelles). L'hôtel appartient maintenant à la maison de Clermont-Tonnerre.

- No 5 : hôtel Menier[1]. Hôtel de style Second Empire construit en 1867[4] par Henri Parent pour l'industriel fabricant de chocolat Émile-Justin Menier, dont la façade sculptée est attribuée à Jules Dalou. C'est aujourd'hui une résidence privée en copropriété.

- No 6 : hôtel de Joseph Reinach (1856-1921)[1]. Il fut ensuite la résidence du maharajah de Baroda, Sayajî Râo III Gâekwâr (1863-1939), personnage fastueux, qui roulait dans une Rolls-Royce mauve et, selon André Becq de Fouquières « avait pensé faire pressentir les administrateurs de la ville de Paris afin qu'on lui vendît le parc Monceau — et par la même occasion l'ensemble des hôtels qui le bordent[5] ! ». L'édifice accueille de nos jours les classes maternelles et primaires de l'École internationale bilingue.

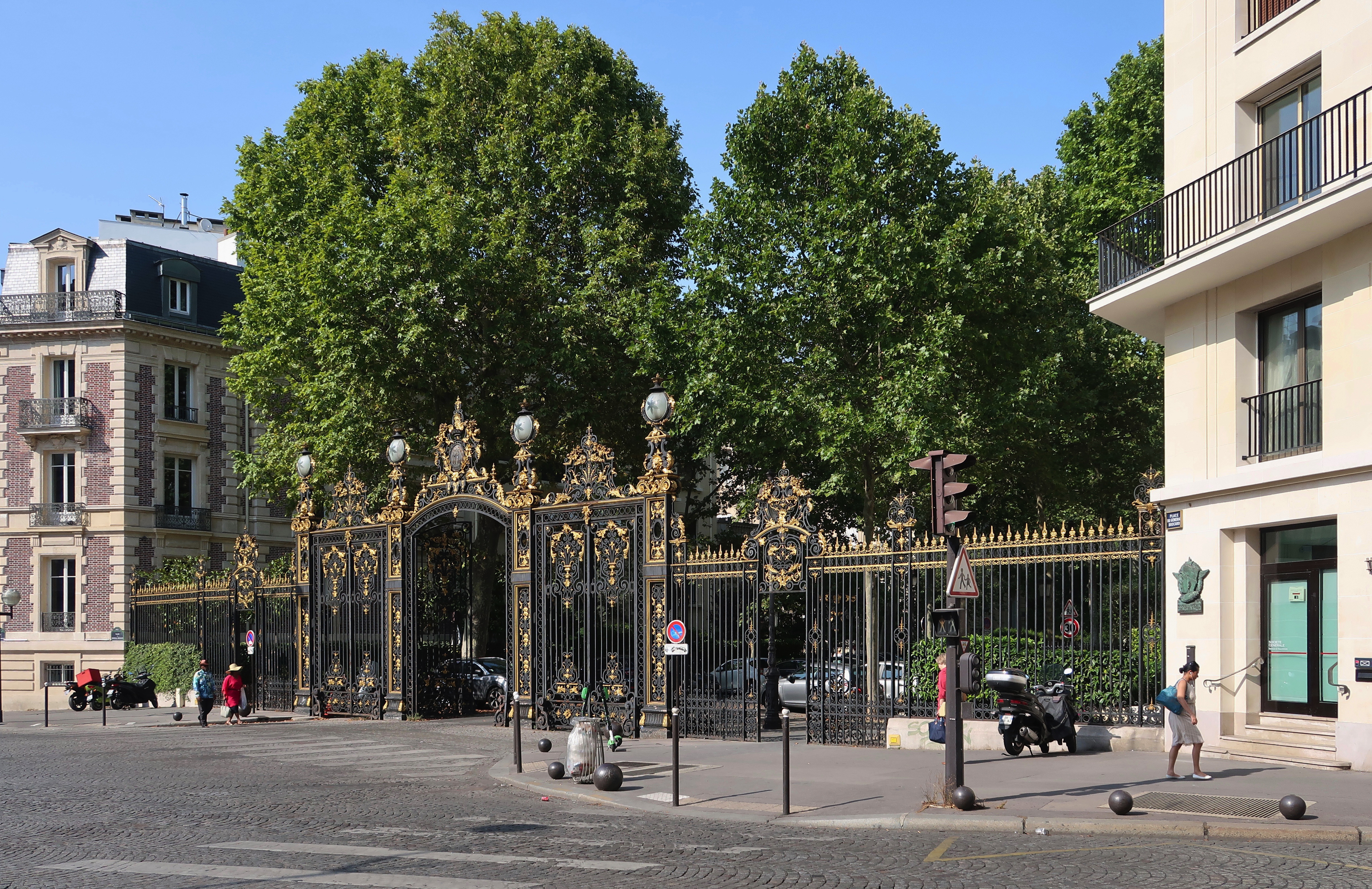
Entrée depuis la place du Général-Brocard.
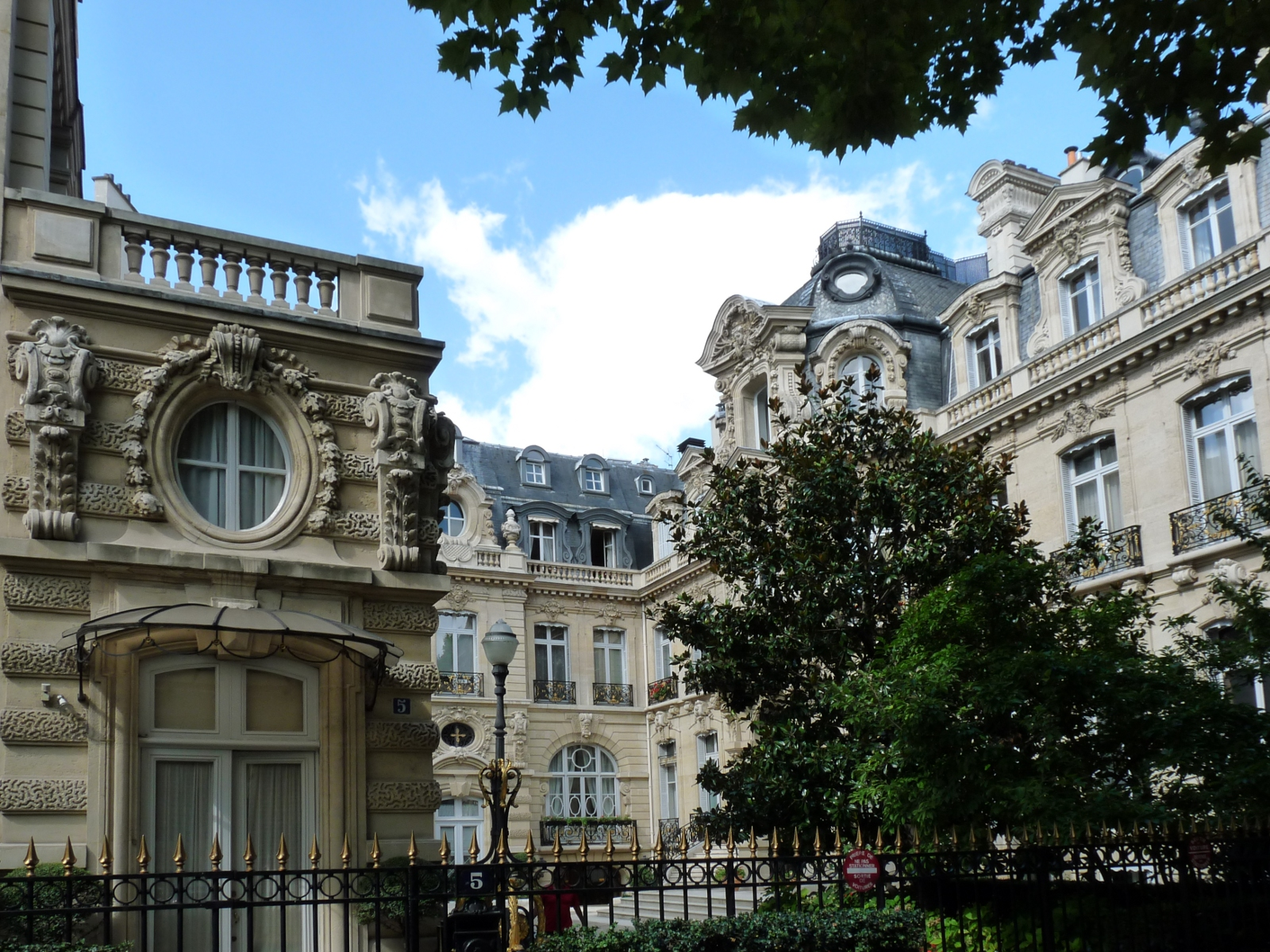
Le no 5.
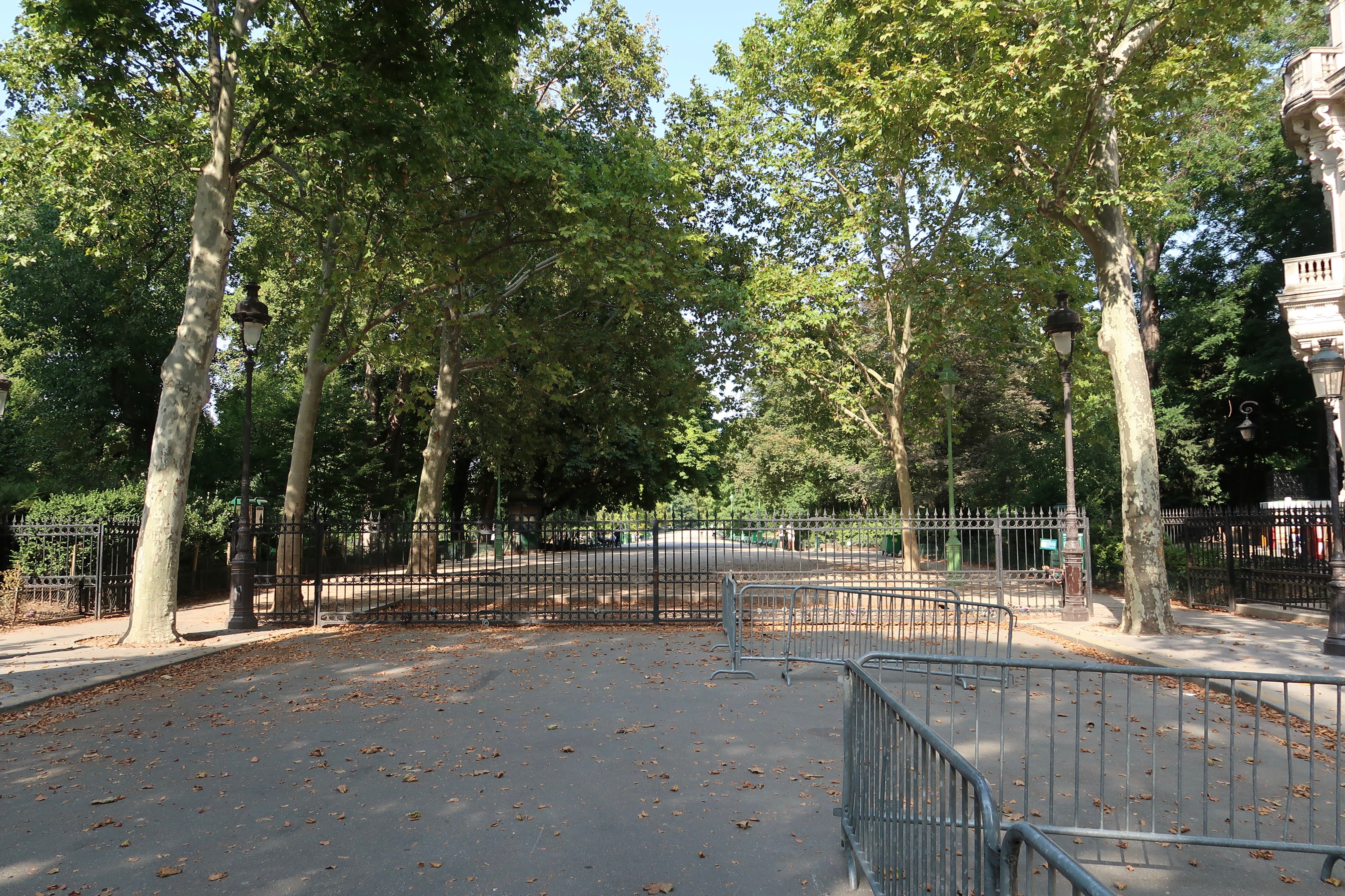
Grille vers le parc Monceau.
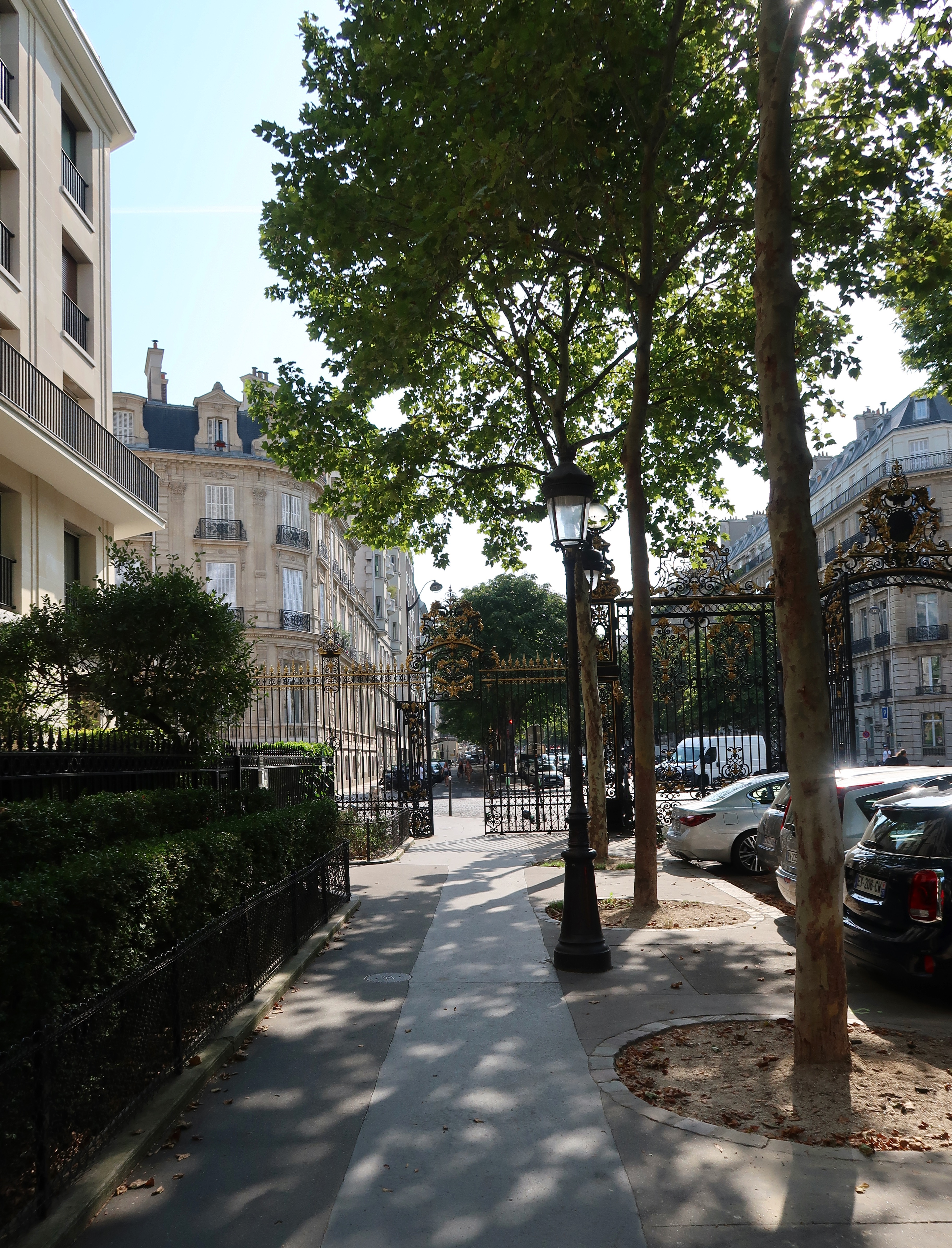

## Dans la littérature
- Selon ses Carnets d’enquêtes, l’écrivain Émile Zola (1840-1902) s’est inspiré de l’hôtel Menier, situé au no 5 de l'avenue, pour imaginer l’hôtel particulier de La Curée, roman paru en 1871[6].
- L'hôtel Menier a également servi de modèle à Philippe Hériat pour sa série litteraire Les Boussardel (1944)[7].